# Дюрфор, Эмманюэль-Фелисите де
Эмманюэль-Фелисите де Дюрфор, герцог де Дюрас (19 сентября 1715, Париж — 6 сентября 1789, Версаль, Королевство Франция) — французский военный и государственный деятель, дипломат, пэр Франции, маршал Франции (с 1755), первый дворянин Палаты короля.
Член Французской академии (кресло № 34) с 1775 по 1789 год. Театральный деятель.

## Биография
Сын Жана-Батиста де Дюрфора, герцога де Дюраса, маршала Франции, и Анжелики-Виктуар де Бурнонвиль.
В 18-летнем возрасте унаследовал титул герцога. Служил в мушкетёрах.
Принимал участие почти во всех войнах и походах короля Франции Людовика XV:
- Итальянской кампании (1733—1734),
- Рейнских кампаниях (1735 и 1743),
- Баварской кампании (1742),
- кампании во Фландрии (1744—1745),
- Немецкой кампании (1760—1761).

Бригадир с 1743 года. Лагерный маршал с 1745 года. В 1748 году получил чин генерал-лейтенанта.
В 1752—1755 годах де Дюрфор служил послом Франции в Испании. В 1755 году был комендантом крепости Шато Тромпет (Бордо).
В 1755 году стал маршалом Франции и губернатором Бретани.
В 1757 году был назначен директором столичных театров Комеди Франсез и Итальянская комедия. Одной из его фавориток была известная танцовщица Барбара Кампанини.
2 мая 1775 года был избран членом Французской академии (кресло № 34). Библиофил. Собрал большую библиотеку.

## Награды
- Кавалер Ордена Святого Духа (1767)
- Орден Золотого руна (1772)

## Семья
1-я жена (1.06.1733): Шарлотта-Антуанетта Мазарини (24.03.1719—6.09.1735), дочь Поля-Жюля де Лапорт-Мазарини, герцога де Ретелуа-Мазарини, и Луизы-Франсуазы де Роган-Субиз
Дочь:
- Луиза-Жанна (1735—1781), герцогиня де Мазарини. Муж (2.12.1747): Луи-Мари-Ги д’Омон (1732—1799), герцог де Мазарини (по праву жены)

2-я жена (2.06.1736): Луиза-Франсуаза-Маклови-Селеста де Коэткан (1724—2.01.1802), дочь маркиза Мало-Огюста де Коэткана, губернатора Сен-Мало, и Мари-Селесты Локе
Дети:
- Эмманюэль-Селест (28.08.1741—20.03.1800), герцог де Дюрас. Жена (10.12.1760): Луиза-Шарлотта де Ноай (23.08.1745—12.02.1832), дочь Филиппа де Ноая, герцога де Муши, и Луизы д'Арпажон
- Шарль-Арман-Фидель (18.12.1743—1804). Жена (2.05.1767): Мари-Жозефина де Риго де Водрёй (3.06.1743—12.11.1781), дочь Жозефа-Иасента Риго, маркиза де Водрёя, и Франсуазы Гио де Ла-Миранд